# Gary Naysmith
Gary Andrew Naysmith, né le 16 novembre 1978 à Édimbourg (Écosse), est un footballeur international écossais évoluant au poste d'arrière gauche ou de milieu de terrain. Il se reconvertit comme entraîneur en 2013.

## Biographie

### Les débuts
Naysmith commence sa carrière senior avec le Heart of Midlothian, en provenance de l'équipe locale de Whiteholl's Colt. Il fait ses débuts professionnels, à l'âge de 17 ans, quelques mois plus tard en Coupe de la Ligue face au Celtic Glasgow. L'occasion de jouer est née d'une crise de suspensions au sein de l'équipe, les Maroons n'ayant pas moins de quatre défenseurs (Bruno, Weir, Ritchie et Pointon) expulsés lors de leur précédent match contre les Rangers. Malgré leur faible défense, les cœurs battent le Celtic 1-0, et Naysmith est applaudi pour son jeu calme et mature. En un an, il s'établit comme premier choix du côté arrière gauche, déplaçant Neil Pointon, et en 1998, il aide le club de Tynecastle à soulever la Coupe d'Écosse après 36 ans sans le titre. Cette saison-là, il remporte la récompense PFA du meilleur jeune joueur écossais de l'année.
La saison suivante voit la perte de Weir, McCann, qui sont tous deux transférés et Colin Cameron, blessé, déstabilise le côté de la défense. Naysmith doit lui-même s'adapter au jeu et aux grandes attentes placées sur lui. Lors de la saison 1999-2000, il retrouve sa confiance et se fait convoquer en équipe nationale. Un des points forts de cette saison est son but dans la défaite de 3-2 face au Celtic à Parkhead en février 2000, où les cœurs sont menés 2-0 avant qu'ils ne reviennent au score, avec un but égalisateur spectaculaire de Naysmith.
Considéré comme l'un des joueurs les plus cotés de son équipe, Naysmith fait l'objet d'un éventuel transfert. Les préoccupations financières au club convainquent ces derniers en octobre 2000, et West Midlands fait une proposition mais Coventry City donne une offre de transfert intéressante. Cependant, l'offre est améliorée par Everton, et le défenseur conclut avec le club anglais pour un montant de transfert de 1,7 million de livres sterling.

### Everton
Naysmith devient rapidement un titulaire sous l'égide de Walter Smith, puis conserve sa place à la venue de David Moyes. Ses premières performances avec le club cimentent sa place dans le cœur des supporters, lui donnant le surnom de « El Blanco Carlos », en référence au latéral gauche brésilien Roberto Carlos. Il participe à 155 matches pour Everton, inscrivant six buts, bien que sa carrière avec les Toffees soit perturbée par des blessures. En décembre 2002, il est victime d'un tacle violent du milieu de Liverpool Steven Gerrard qui l'éloigne de longs mois des terrains. Une longue blessure à la cheville met un terme à sa saison 2004-2005, et le défenseur écossais perd sa place de titulaire et Alessandro Pistone lui est préféré puis durant la saison 2005-2006, le portugais Nuno Valente l’envoi sur le banc de Goodison Park.
À la fin de la saison, il signe un nouveau contrat de trois ans avec les Blues. Naysmith est pressenti pour être la cible du Celtic et du VfB Stuttgart à l'été 2006. Néanmoins, Moyes nie tout intérêt du club écossais et le latéral reste à Everton. 
Naysmith récupère de la chirurgie de sa cheville à temps pour le début de la saison 2006-2007 et une blessure de Valente pendant le match d'ouverture de la saison l'intègre de nouveau au onze de départ du club. Il garde sa place après le retour de blessure du Portugais, mais une nouvelle blessure au ligament lors d'un match contre Newcastle United le 24 septembre 2006, l'éloigne des terrains deux mois.
Le 5 mai 2007, Naysmith inscrit le troisième but lors de la victoire de 3-0 contre Portsmouth. Cette victoire permet au club de jouer l'Europa lors de la saison 2007-2008. Naysmith prend part à plus de 130 matchs en Premier League avec les Toffees. En juillet 2007, il s'engage avec Sheffield pour 1 million de livres dans le cadre d'un accord d'échange avec Phil Jagielka. Il signe un contrat de trois ans avec les Blades et fait son adieu à Everton où il aura évolué six ans et demi.

### Sheffield
Naysmith fait ses débuts en équipe première lors du match d'ouverture de la saison 2007-2008 par un match nul 2-2 à domicile contre Colchester United et prend rapidement une place de titulaire, devenant l'arrière gauche permanent de l'équipe. L'Écossais participe à 42 matchs pendant sa première saison, dont 38 en championnat.
Naysmith commence la saison 2008-2009 comme premier choix en arrière gauche. Il joue le premier match de la saison durant la défaite 1-0  à Birmingham City. Il débute 37 matchs de championnat en tant que titulaire et deux en tant que remplaçant. Il participe au total à 43 matchs jusqu'à ce qu'il subisse une grave blessures aux ligaments croisés qui le prive de la dernière partie de la saison, manquant le décevant parcours de son clubs en plays-offs. Il a fait son premier départ de la saison sur le jour de l'ouverture de la défaite 1-0 de United à Birmingham City. Naysmith a commencé 37 matches de championnat et a fait deux autres apparitions sur le banc.
En raison de sa blessure en fin, Naysmith rate la majorité de la saison 2009-2010. Il fait son retour en décembre 2009 et se retrouve remplaçant avant de faire un retour réussi lors des deux derniers matchs de la saison qui se soldent par deux victoires face à Swansea City et Ipswich Town.

### Huddersfield
Naysmith rejette une nouvelle offre de Bramall Lane, optant pour signer un contrat de deux ans avec les voisins du Yorkshire, Huddersfield Town, le 4 juin 2010 sur un transfert gratuit. Naysmith révèle qu'il a refusé des offres de clubs de Premier League où il aurait pu être titulaire.
Il fait ses débuts avec les Terriers durant une victoire 3-0 contre Notts County à Meadow Lane le 7 août 2010. Il est expulsé à ses débuts à domicile contre Tranmere Rovers le 14 août, où le match se solde par un nul. Il subit ensuite une blessure à l'orteil le 25 août 2010 en Coupe de la Ligue face à son ancien club d'Everton, lors d'une défaite 5-1. Il manque alors cinq mois de championnat, et fait son retour en championnat pendant une victoire des siens.
Il quitte le club en juin 2012, après ne pas se voir offrir un nouveau contrat par le dirigeant du club, Simon Grayson.

## Statistiques
| Saison                | Club                  | Championnat           | Championnat | Championnat | Coupe nationale | Coupe nationale | Coupe de la Ligue | Coupe de la Ligue | Compétition(s) continentale(s) | Compétition(s) continentale(s) | Compétition(s) continentale(s) | Écosse | Écosse | Total | Total |
| Saison                | Club                  | Division              | M.          | B.          | M.              | B.              | M.                | B.                | Comp.                          | M.                             | B.                             | M.     | B.     | M.    | B.    |
| 1995-1996             | Heart of Midlothian   | SPL                   | 1           | 0           | -               | -               | -                 | -                 | -                              | -                              | -                              | -      | -      | 1     | 0     |
| 1996-1997             | Heart of Midlothian   | SPL                   | 10          | 0           | 1               | 0               | -                 | -                 | -                              | -                              | -                              | -      | -      | 11    | 0     |
| 1997-1998             | Heart of Midlothian   | SPL                   | 16          | 2           | 5               | 0               | -                 | -                 | -                              | -                              | -                              | -      | -      | 21    | 2     |
| 1998-1999             | Heart of Midlothian   | SPL                   | 26          | 0           | 1               | 0               | 2                 | 0                 | C2                             | 2                              | 0                              | -      | -      | 31    | 0     |
| 1999-2000             | Heart of Midlothian   | SPL                   | 35          | 1           | 3               | 0               | 2                 | 0                 | C3                             | 4                              | 0                              | 1      | 0      | 45    | 1     |
| 2000-2001             | Heart of Midlothian   | SPL                   | 9           | 0           | -               | -               | 1                 | 1                 | -                              | -                              | -                              | 3      | 0      | 13    | 1     |
| Sous-total            | Sous-total            | Sous-total            | 97          | 3           | 10              | 0               | 5                 | 1                 | -                              | 7                              | 0                              | 4      | 0      | 123   | 4     |
| 2000-2001             | Everton FC            | PL                    | 20          | 2           | 1               | 0               | -                 | -                 | -                              | -                              | -                              | -      | -      | 21    | 2     |
| 2001-2002             | Everton FC            | PL                    | 24          | 0           | 4               | 0               | -                 | -                 | -                              | -                              | -                              | 2      | 0      | 30    | 0     |
| 2002-2003             | Everton FC            | PL                    | 28          | 1           | 1               | 0               | 3                 | 1                 | -                              | -                              | -                              | 8      | 1      | 40    | 3     |
| 2003-2004             | Everton FC            | PL                    | 29          | 2           | 3               | 0               | 2                 | 0                 | -                              | -                              | -                              | 7      | 0      | 41    | 2     |
| 2004-2005             | Everton FC            | PL                    | 11          | 0           | 3               | 0               | 1                 | 0                 | -                              | -                              | -                              | 6      | 0      | 21    | 0     |
| 2005-2006             | Everton FC            | PL                    | 7           | 0           | 1               | 0               | -                 | -                 | -                              | -                              | -                              | 2      | 0      | 10    | 0     |
| 2006-2007             | Everton FC            | PL                    | 15          | 1           | 1               | 0               | 1                 | 0                 | -                              | -                              | -                              | 2      | 0      | 19    | 1     |
| Sous-total            | Sous-total            | Sous-total            | 134         | 6           | 14              | 0               | 7                 | 1                 | -                              | -                              | -                              | 27     | 1      | 182   | 8     |
| 2007-2008             | Sheffield United      | Championship          | 38          | 0           | 3               | 0               | 2                 | 0                 | -                              | -                              | -                              | 4      | 0      | 47    | 0     |
| 2008-2009             | Sheffield United      | Championship          | 39          | 0           | 3               | 0               | 1                 | 0                 | -                              | -                              | -                              | 6      | 0      | 49    | 0     |
| 2009-2010             | Sheffield United      | Championship          | 2           | 0           | -               | -               | -                 | -                 | -                              | -                              | -                              | -      | -      | 2     | 0     |
| Sous-total            | Sous-total            | Sous-total            | 80          | 0           | 6               | 0               | 3                 | 0                 | -                              | -                              | -                              | 10     | 0      | 99    | 0     |
| 2010-2011             | Huddersfield Town     | D3                    | 17          | 0           | -               | -               | 2                 | 0                 | -                              | -                              | -                              | -      | -      | 19    | 0     |
| 2011-2012             | Huddersfield Town     | D3                    | 6           | 0           | -               | -               | 2                 | 0                 | -                              | -                              | -                              | -      | -      | 8     | 0     |
| Sous-total            | Sous-total            | Sous-total            | 23          | 0           | -               | -               | 4                 | 0                 | -                              | -                              | -                              | -      | -      | 27    | 0     |
| 2012-2013             | Aberdeen              | SPL                   | 9           | 0           | 1               | 0               | -                 | -                 | -                              | -                              | -                              | -      | -      | 10    | 0     |
| Sous-total            | Sous-total            | Sous-total            | 9           | 0           | 1               | 0               | -                 | -                 | -                              | -                              | -                              | -      | -      | 10    | 0     |
| Total sur la carrière | Total sur la carrière | Total sur la carrière | 357         | 9           | 31              | 0               | 19                | 2                 | -                              | 7                              | 0                              | 46     | 1      | 460   | 12    |

## Palmarès
- 46 sélections et 1 but avec l'équipe d'Écosse.
- Champion d'Écosse D4 en 2016 avec East Fife

### Distinctions personnelles
- Membre de l'équipe-type de la Scottish League One en 2016

## Carrière d'entraineur
- nov. 2013-déc. 2016 :  East Fife
- déc. 2016-mai 2019 :  Queen of the South FC